# Castrocontrigo
Castrocontrigo is een gemeente in de Spaanse provincie León in de regio Castilië en León met een oppervlakte van 194,49 km². Castrocontrigo telt 823 inwoners (1 januari 2016).